# Erda Walsh
Pour les articles homonymes, voir Walsh.
Erda Sieglinde Walsh (née en 1952) est une femme politique canadienne de la Colombie-Britannique. Elle est députée provinciale néo-démocrate de la circonscription britanno-colombienne de Kootenay de 1996 à 2001.

## Biographie
Née à Hildesheim en Allemagne de l'Ouest, Walsh travaille à l'Hôpital régional de Cranbrook. Elle possède aussi une petite entreprise tout en travaillant comme paramédic pour la B.C. Ambulance Service.
Elle siège aussi au conseil municipal de Cranbrook.